# 大唐贞元新译十地等经记
《大唐贞元新译十地等经记》，又名《悟空入竺记》，是关于唐代僧人释悟空40年间在西域旅行和求法事迹的记录，撰写者是唐朝长安西明寺高僧圆照，于唐贞元十一年（795年）编辑《大唐贞元续开元释教录》三卷，于贞元十五年（799年）编辑《贞元新定释教目录》三十卷，收录了悟空带回的三种佛经，具体如下：《十力經》一卷，安西三藏勿提提犀鱼于莲花寺译；《迴向輪經》一卷，于阗三藏沙门尸罗迭摩于北庭龙兴寺译；《十地经》九卷，于阗三藏沙门尸罗达摩于北庭龙兴寺译。
- 小野胜年：〈空海携回日本的《悟空人竺记》及悟空行程 （页面存档备份，存于）〉。